# Pachycereus
Genre
Classification phylogénétique
Pachycereus est un genre de la famille, des Cactaceae. Il comprend 12 espèces de grands cactus originaires du Mexique et du sud de l'Arizona.

## Description
Ce sont de grands buissons ou de petits arbres de 5 à 15 m et avec un tronc pouvant atteindre 1 m de diamètre.
Pachycereus pringlei est l'espèce qui détient le record du cactus le plus haut avec 19,2 m.

## Liste d'espèces
- Pachycereus gatesii (M.E.Jones) D.R.Hunt
- Pachycereus gaumeri Britton & Rose
- Pachycereus grandis Rose
- Pachycereus hollianus Buxb.
- Pachycereus marginatus (DC.) Britton & Rose
- Pachycereus militaris (Audot) D.R.Hunt
- Pachycereus pecten-aboriginum (Engelm. ex S.Watson) Britton & Rose, appelé ainsi à cause de son fruit très épineux semblable à un hérisson et utilisé comme peigne.
- Pachycereus pringlei (S.Watson) Britton & Rose  - Cactus chardon
- Pachycereus schottii (Engelm.) D.R.Hunt  - Cactus totem, Cactus tuyau d'orgue
- Pachycereus trajani
- Pachycereus weberi (J.M.Coult.) Backeb.

## Étymologie
Pachycereus tire son nom du grec « pakhus » signifiant « épais » et du latin « cereus » signifiant « cierge ». « Pachycereus » désigne donc un « cierge épais ».

## Synonymes
- Backebergia Bravo
- Lemaireocereus Britton & Rose
- Lophocereus (A.Berger) Britton & Rose

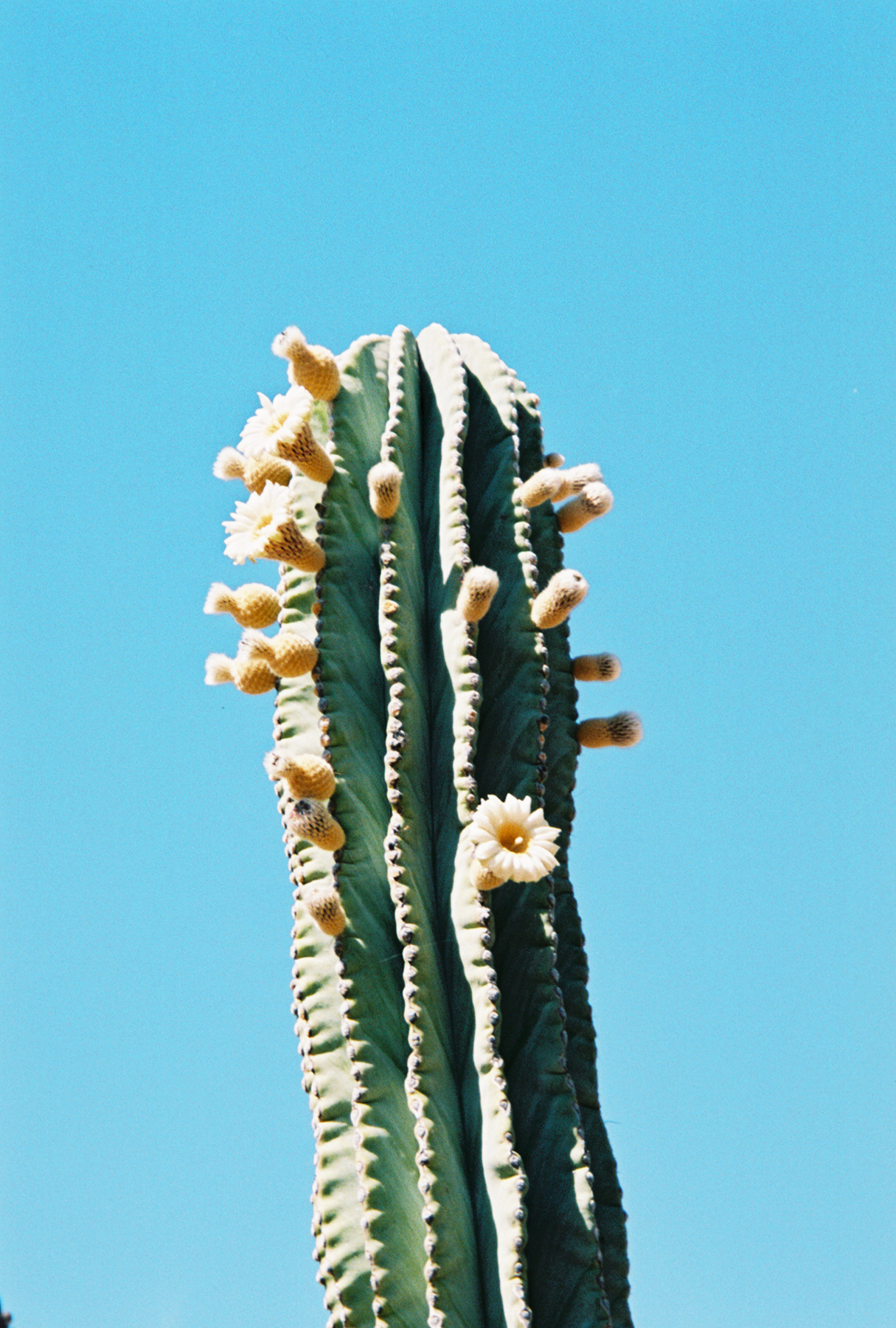
Pachycereus pringlei en fleurs.

- Marginatocereus (Backeb.) Backeb.
- Mitrocereus (Backeb.) Backeb.
- Pterocereus T.MacDoug. & Miranda